# Postmodernitat (període)
|  | Per a altres significats, vegeu «Postmodernitat». |

Postmodernitat és el nom donat sovint al període històric actual, en referència a l'estat econòmic, cultural i ideològic de la societat, en la mesura en què es consideri com a període realment existent, posterior al de la modernitat (concepte, aquest darrer, similar, però no idèntic, al d'edat contemporània). Segons certes escoles de pensament, el període de la modernitat hauria conclòs en el darrer quart del segle xx, substituït per la postmodernitat; d'altres consideren que el període definit com a postmodern no és sinó una etapa de la modernitat.
En un altre sentit, hom denomina també postmodernitat una sèrie de corrents o moviments ideològics, filosòfics, artístics, etc., que s'autoidentifiquen amb aquest període i el celebren; vegeu l'article postmodernitat.
Segons un dels pioners de l'ús del terme, el francès Jean-François Lyotard, la "condició postmoderna" es caracteritza per la fi dels metarelats [compte amb l'anglicisme "metanarratives", retraduït de la traducció anglesa de l'original francès!]: els grans esquemes explicatius haurien caigut en descrèdit i ja no hi hauria "garanties", ja que la ciència mateixa ja no podria ser considerada com a font de veritat (La condition postmoderne, 1979).
Per al crític marxista estatunidenc Fredric Jameson, la postmodernitat és la "lògica cultural del tardocapitalisme" (La postmodernitat o la lògica cultural del tardocapitalisme, 1982, 1984), corresponent a la tercera fase del capitalisme, d'acord amb l'esquema proposat per Ernest Mandel.
Altres autors prefereixen evitar el terme. El sociòleg polonès Zygmunt Bauman, un dels popularitzadors principals del terme postmodernitat en el sentit de 'forma posterior a la modernitat', actualment prefereix emprar l'expressió modernitat líquida: una realitat ambigua, multiforme, en la qual, com en la clàssica expressió marxiana, "tot el que és sòlid s'esvaeix a l'aire" (la qual cosa suggereix que, per a Bauman, abans la realitat era unívoca i uniforme).
El filòsof francès Gilles Lipovetsky prefereix el terme hipermodernitat, perquè considera que, de fet, no hi ha hagut ruptura amb la modernitat, contra el que dona entenent el prefix post. Segons Lipovetsky, els temps actuals són "moderns", però amb una exacerbació de certes característiques de les societats modernes, tals com l'individualisme, el consumisme, l'ètica, l'hedonisme i la fragmentació del temps i de l'espai.
Ja el 1980-1981, el filòsof alemany Jürgen Habermas relacionava el concepte de postmodernitat amb tendències polítiques i culturals neoconservadores i neoirracionalistes, decidides a combatre els ideals il·lustrats.
Quant al terme mateix de postmodernitat, n'hi hagué usos esporàdics des de mitjan segle xx, generalment amb valor pejoratiu. En sentit similar a l'actual, comença a tenir una certa presència als anys seixanta i setanta en el món cultural anglosaxó, sobretot entre crítics literaris i artístics. L'èxit internacional del terme, però, es produí el 1979 amb l'obra ja esmentada de Lyotard, la qual comportà també la cristal·lització del concepte, omnipresent des de llavors.